# Brad Davis (football américain)
Pour les articles homonymes, voir Davis et Brad Davis (homonymie).
(en) Statistiques sur pro-football-reference
Bradley Timothy Davis (né le 9 février 1953 à Hammond) est un joueur américain de football américain évoluant au poste de running back.

## Carrière

### Université
Davis entre à l'université de Louisiane du Sud, jouant avec les Tigers dans l'équipe de football américain.

### Professionnel
Brad Davis est sélectionné au neuvième tour du draft de la NFL de 1975 par les Falcons d'Atlanta au 211e choix. Lors de sa première saison, il entre au cours de trois matchs, effectuant un kick return. En 1976, il ne joue qu'un seul match avant d'être libéré par la franchise de Géorgie.